# Wayne Kirby
Wayne Leonard Kirby (né le 22 janvier 1964 à Williamsburg, Virginie, États-Unis) est un voltigeur de baseball ayant joué de 1991 à 1998 dans les Ligues majeures.
Il est devenu en 2011 l'instructeur au premier but des Orioles de Baltimore.

## Carrière de joueur
Wayne Kirby est repêché par les Dodgers de Los Angeles au 13e tour de sélection en 1983. Après huit saisons en ligues mineures dans l'organisation des Dodgers sans atteindre le niveau majeur, Kirby devient agent libre et signe chez les Indians de Cleveland en décembre 1990. C'est avec cette équipe qu'il fait ses débuts dans le baseball majeur le 12 septembre 1991. Passant deux saisons entre les Indians et les ligues mineures, jouant chaque fois 21 parties avec le grand club, il dispute en 1993 sa saison recrue, au cours de laquelle il réussit un sommet en carrière de 123 coups sûrs et 19 doubles, en plus de totaliser 60 points produits et réussir 17 vols de buts. Il termine quatrième du vote désignant la recrue de l'année 1993 dans la Ligue américaine, un prix décerné cette année-là à Tim Salmon. Kirby joue en séries éliminatoires avec les Indians en 1995, apparaissant dans trois parties de la Série mondiale 1995 perdue face aux Braves d'Atlanta et y obtenant un passage au bâton.
En cours de saison 1996, amorcée à Cleveland, il passe aux Dodgers de Los Angeles via le ballottage. Il joue en première ronde des éliminatoires avec les Dodgers en 1996 et quitte l'équipe après la saison 1997 pour jouer ses dernières parties en 1998 avec les Mets de New York.
Wayne Kirby a disputé 516 matchs dans la Ligue majeure de baseball. Sa moyenne au bâton à vie est de ,252 avec 302 coups sûrs, 14 circuits, 119 points produits, 183 points marqués et 44 buts volés.

## Carrière d'entraîneur
Wayne Kirby est instructeur et manager dans les ligues mineures pour des clubs affiliés aux Indians de Cleveland de 2002 à 2005. Il est par la suite coordonnateur des voltigeurs et des coureurs pour les Rangers du Texas de la MLB de 2006 à 2010.
En 2011, Wayne Kirby devient l'instructeur au premier but des Orioles de Baltimore.